# Ulrikstunnel

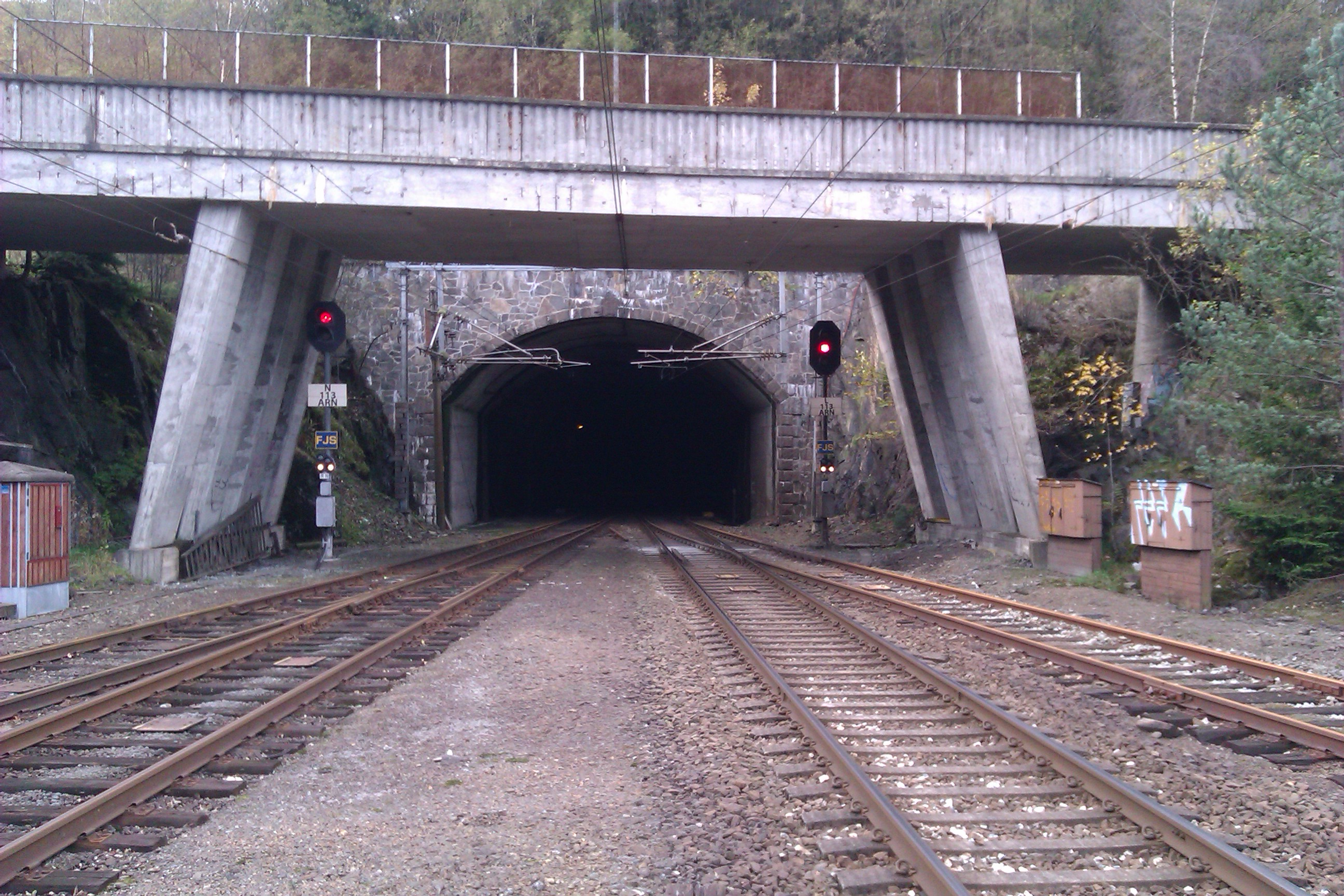
Tunnelingang bij station Arna

De Ulrikstunnel is een spoortunnel van 7.670 m onder Ulriken, de hoogste van de zeven bergen rond de Noorse stad Bergen. De tunnel maakt deel uit van de spoorlijn Bergen–Oslo. Het is de op twee na langste spoortunnel op deze lijn. 
De Ulrikstunnel loopt onder het noordelijke deel van Ulriken, van het hoofdstation van Bergen naar het station van de noordoostelijk gelegen buitenwijk Arna. Het is een eensporige tunnel. De reistijd bedraagt ongeveer acht minuten. 
De tunnel werd aangelegd in 1959-1964. Voordat de tunnel gebouwd werd, moest het treinverkeer helemaal om Ulriken heen, via Nesttun in Fana. Dit gedeelte van de spoorlijn raakte in onbruik toen de Ulrikstunnel klaar was. De tunnel zorgde voor een spoorlijnverkorting van 21 km. De voormalige route wordt alleen nog gebruikt voor ritjes met historische stoomlocomotieven. 
De tunnel was een belangrijke flessenhals voor de spoorlijn Bergen–Oslo omdat ook veel forenzentreinen door de tunnel rijden. De Noorse overheid ontwikkelde daarom plannen om de tunnel te verbreden tot een dubbelspoor door het aanleggen van een tweede tunnelbuis. Het boren van de tweede tunnelbuis begon in januari 2016. Tussen de twee lange spoortunnels zijn twee korte spoortunnels van 150 m lengte geboord, benevens een aantal (16) korte technische- dan wel ontsnappingstunnels.  In december 2020 werd de nieuwe spoortunnel in gebruik genomen.
Er waren tevens plannen om naast de spoortunnels een autotunnel te graven. Deze plannen zijn echter niet verder ontwikkeld, onder andere omdat de autotunnel te veel verkeersdruk op het centrum van Bergen zou veroorzaken.